# 이준수 (희극인)
이준수(1981년 7월 10일 ~ )은 대한민국의 개그맨이다.

## 출연 작품
- 《코미디에 빠지다》 (MBC, 2012년)
- 《코미디의 길》 (MBC, 2014년)
- 《개그콘서트》 (KBS, 2024년~)